# Kevin Quinn (locutor esportivo)
Kevin Quinn (Winnipeg, 23 de janeiro de 1958) é um locutor esportivo canadense pela Sportsnet. Quinn estudou na Universidade de Western Ontario e obteve uma graduação em psicologia. Quinn começou como um âncora pela CKVR Television em Barrie, Ontario, também fazendo locuções para um jogo da Ontario Hockey League toda semana. Quinn foi contratado pela Sportsnet, e foi um co-âncora para a SportsCentral. Seguindo-se a aposentadoria de Jim Robson, Quinn começou a fazer as locuções dos jogos da Vancouver Canucks e Calgary Flames. Ele sempre faz locuções para os jogos da Edmonton Oilers.  Ele foi o locutor principal no Jogos Olímpicos de Inverno de 2010 para o hóquei feminino.